# Таз (половецкий хан)
Таз (? — 12 августа 1107) — половецкий хан, брат хана Боняка.

## Биография
Приходился братом другому хану — Боняку. Совершал набеги на русские земли.
В 1107 году половецкое войско, где были, помимо Таза и его брата Боняка, Шарукан и Сугр, было разгромлено в битве на реке Суле русским войском, которое возглавляли Святополк Изяславич, Владимир Мономах и Олег Святославич; помимо них были и другие князья. Русские воины атаковали половцев, половцы не выдержали удара и побежали; в ходе преследования погибло много половцев; среди них был и Таз. Боняку и Шарукану удалось бежать, а в плен попал Сугр с братом и многие воины.